# Suzanne Bloch
Suzanne Bloch (née à Genève en 1907 et morte à New York en 2002) est une musicienne américano-suisse, pionnière de la renaissance de la musique classique au cours du XXe siècle,.

## Biographie
Suzanne Bloch est née à Genève en 1907 dans la famille du compositeur Ernest Bloch. La famille déménage à New York en 1906 quand Ernest Bloch est engagé comme chef d'orchestre et professeur de musique. Suzanne va à Paris pour étudier la musique chez Nadia Boulanger en 1925 et décide de devenir une luthiste après avoir entendu un concert de musique classique. Elle poursuit ses études de musique à Paris et à Berlin, et elle rencontre Arnold Dolmetsch en Angleterre en 1933. Dolmetsch lui vend un luth du XVIe siècle, qu'il a restauré lui-même. En 1935, elle se produit au Festival Dolmetsch de musique classique à Haslemere et, peu de temps après, elle retourne à New York, où elle commence sa carrière musicale.
Sa carrière en tant que luthiste est coupée court dans les années 1950 à la suite de blessures de stress répétitives (RSI) causées par les massifs luths construits par Hermann Hauser qu'elle utilise, mais son état lui permit de continuer à jouer sur des instruments à claviers et à chanter. Elle est l'un des membres fondateurs du la Société du luth d'Amérique dans les années 1970.

## Famille
Son mariage avec le mathématicien Paul Althaus Smith se termine par un divorce. Ils ont deux fils, dont un autiste. Elle élève son fils autiste seule et est en mesure de l'aider à avoir une fonctionnalité sociale parfaite en utilisant une thérapie personnelle basée sur les arts. Cet enfant est finalement devenu un artiste-peintre.